# 2024년 미국 항만 파업
2024년 미국 항만 파업은 국제 항만 노동자 협회(ILA) 소속 47,000명 이상의 항만 근로자가 참여한 파업으로, 주로 동해안과 걸프 해안을 따라 미국 전역의 36개 항구에 영향을 미쳤다. 파업은 근로자 보상 및 자동화 사용에 대한 의견 불일치로 인해 항만 노동자와 항만 간의 계약이 만료된 후 2024년 10월 1일 자정(미국 동부 표준시 기준)에 시작되었다.
항만 노동자들은 2024년 10월 3일 파업을 중단하기로 합의했으며, 협상이 계속됨에 따라 현재 계약은 2025년 1월 15일까지 연장되었다.